# NGC 3100
NGC 3100 је спирална галаксија у сазвежђу Шмрк (Пумпа) која се налази на NGC листи објеката дубоког неба.
Деклинација објекта је - 31° 39' 51" а ректасцензија 10h 0m 40,8s. Привидна величина (магнитуда) објекта NGC 3100 износи 11,1 а фотографска магнитуда 12,1. NGC 3100 је још познат и под ознакама NGC 3103, ESO 435-30, MCG -5-24-18, AM 0958-312, PGC 28960.